# Jacksonville Beach
Jacksonville Beach város az USA Florida államában, Duval megyében. Lakosainak száma 23 830 fő (2020. április 1.).

## Népesség
A település népességének változása:

| 2010 | 21 362 |
| 2020 | 23 830 |